# 제41회 카를로비바리 국제 영화제
제41회 카를로비바리 국제 영화제는 2006년 6월 30일에 열린 시상식이다.

## 수상 및 후보

### 대상(장편)
- 셰리베이비 - 로리 콜리어 수상

### 심사위원특별상(장편)
- 뒤집힌 크리스마스 트리 - 이반 체르켈로프 외 1명 수상
- 뷰티 인 트러블 - 얀 흐르베이크 수상

### 감독상(장편)
- 리프라이즈 - 요아킴 트리에 수상

### 여우주연상(장편)
- 셰리베이비 - 매기 질렌할 수상

### 남우주연상(장편)
- Several People, Little Time - Andrzej Hudziak 수상

### 심사위원특별언급(장편)
- 딸을 찾아서 - 비르지니 와공 수상

### 다큐멘터리상(30분이하)
- Views of a Retired Night Porter - Andreas Horvath 수상

### 다큐멘터리상(30분이상)
- Life in Loops - Timo Novotny 수상
- 구멍 속에서 - 후안 카를로스 룰포 수상

### 심사위원특별언급(다큐멘터리)
- Other Worlds - Marko 둲op 수상

### East of the West부문(장편)
- Monkeys in Winter - Milena Andonova 수상

### East of the West부문(심사위원 특별언급)
- 화이트 팜스 - 사볼치 하이두 수상
- Tomorrow Morning - Oleg Novkovi 수상

### 관객상
- Other Worlds - Marko 둲op 수상

### 유럽영화상
- 발코이넨 카우푼키 - 아쿠 로히미스 수상

### 영화제 위원장상
- 앤디 가르시아 수상
- Robert K. Shaye 수상
- 얀 네메치 수상